# 44e cérémonie des Golden Globes
La 44e cérémonie des Golden Globes a eu lieu le 31 janvier 1987, récompensant les films et séries diffusés en 1986 et les professionnels s'étant distingués cette année-là.

## Palmarès
Les lauréats sont indiqués ci-dessous en premier de chaque catégorie et en caractères gras.

### Cinéma

#### Meilleur film dramatique
- Platoon
  - Les Enfants du silence (Children of a Lesser God)
  - Mission (The Mission)
  - Mona Lisa
  - Chambre avec vue (A Room With a View)
  - Stand by Me

#### Meilleur film musical ou comédie
- Hannah et ses sœurs (Hannah and Her Sisters)
  - Crimes du cœur (Crimes of the Heart)
  - Crocodile Dundee
  - Le Clochard de Beverly Hills (Down and Out in Beverly Hills)
  - La Petite Boutique des horreurs (Little Shop of Horrors)
  - Peggy Sue s'est mariée (Peggy Sue Got Married)

#### Meilleur réalisateur
- Oliver Stone pour Platoon
  - Woody Allen pour Hannah et ses sœurs (Hannah and Her Sisters)
  - James Ivory pour Chambre avec vue (A Room With a View)
  - Roland Joffé pour Mission (The Mission)
  - Rob Reiner pour Stand by Me

#### Meilleur acteur dans un film dramatique
- Bob Hoskins pour le rôle de George dans Mona Lisa
  - Harrison Ford pour le rôle d'Allie Fox dans Mosquito Coast (The Mosquito Coast)
  - Dexter Gordon pour le rôle de Dale Turner dans Autour de minuit (Round Midnight)
  - William Hurt pour le rôle de James Leeds dans Les Enfants du silence (Children of a Lesser God)
  - Jeremy Irons pour le rôle du Frère Gabriel dans Mission (The Mission)
  - Paul Newman pour le rôle de "Fast Eddie" Felson dans La Couleur de l'argent (The Color of Money)

#### Meilleure actrice dans un film dramatique
- Marlee Matlin pour le rôle de Sarah Norman dans Les Enfants du silence (Children of a Lesser God)
  - Julie Andrews pour le rôle de Stephanie Anderson dans Duo pour une soliste (Duet for One)
  - Anne Bancroft pour le rôle de Thelma Cates dans Goodnight Mother
  - Sigourney Weaver pour le rôle du Lt. Ellen L. Ripley dans Aliens, le retour (Aliens)
  - Farrah Fawcett pour le rôle de Marjorie Easton dans Extremities

#### Meilleur acteur dans un film musical ou une comédie
- Paul Hogan pour le rôle de Michael J. "Crocodile" Dundee dans Crocodile Dundee
  - Matthew Broderick pour le rôle de Ferris Bueller dans La Folle Journée de Ferris Bueller (Ferris Bueller's Day Off)
  - Jeff Daniels pour le rôle de Charles Driggs dans Dangereuse sous tous rapports (Something Wild)
  - Danny DeVito pour le rôle de Sam Stone dans Y a-t-il quelqu'un pour tuer ma femme ? (Ruthless People)
  - Jack Lemmon pour le rôle d'Harvey Fairchild dans That's Life!

#### Meilleure actrice dans un film musical ou une comédie
- Sissy Spacek pour le rôle de Rebeca "Babe" / "Becky" Magrath Botrelle dans Crimes du cœur (Crimes of the Heart)
  - Julie Andrews pour le rôle de Gillian Fairchild dans That's Life!
  - Melanie Griffith pour le rôle d'Audrey "Lulu" Hankel dans Dangereuse sous tous rapports (Something Wild)
  - Bette Midler pour le rôle de Barbara Whiteman dans Le Clochard de Beverly Hills (Down and Out in Beverly Hills)
  - Kathleen Turner pour le rôle de Peggy Sue Kelcher / Peggy Sue Bodell dans Peggy Sue s'est mariée (Peggy Sue Got Married)

#### Meilleur acteur dans un second rôle
- Tom Berenger pour le rôle du Sergent-Chef Bob Barnes dans Platoon
  - Michael Caine pour le rôle d'Elliott dans Hannah et ses sœurs (Hannah and Her Sisters)
  - Dennis Hopper pour le rôle de Frank Booth dans Blue Velvet
  - Dennis Hopper pour le rôle de Shooter dans Le Grand Défi (Hoosiers)
  - Ray Liotta pour le rôle de Ray Sinclair dans Dangereuse sous tous rapports (Something Wild)

#### Meilleure actrice dans un second rôle
- Maggie Smith pour le rôle de Charlotte Bartlett, le chaperon dans Chambre avec vue (A Room With a View)
  - Linda Kozlowski pour le rôle de Sue Charlton dans Crocodile Dundee
  - Mary Elizabeth Mastrantonio pour le rôle de Carmen dans La Couleur de l'argent (The Color of Money)
  - Cathy Tyson (en) pour le rôle de Simone dans Mona Lisa
  - Dianne Wiest pour le rôle d'Holly dans Hannah et ses sœurs (Hannah and Her Sisters)

#### Meilleur scénario
- Mission (The Mission) – Robert Bolt
  - Hannah et ses sœurs (Hannah and Her Sisters) – Woody Allen
  - Blue Velvet – David Lynch
  - Mona Lisa – Neil Jordan et David Leland
  - Platoon – Oliver Stone

#### Meilleure chanson originale
- Top Gun – Take My Breath Away interprétée par Berlin (Giorgio Moroder pour la musique et Tom Whitlock pour les paroles)
  - Karaté Kid : Le Moment de vérité 2 (The Karate Kid, Part II) – Glory of Love interprétée par Peter Cetera
  - That's Life! – Life in a Looking Glass interprétée par Tony Bennett
  - Fievel et le Nouveau Monde (An American Tail) – Somewhere Out There interprétée par Phillip Glasser et Betsy Cathcart
  - Coup double (Tough Guys) – They Don't Make Them Like They Used to interprétée par Kenny Rogers
  - Deux flics à Chicago (Running Scared) – Sweet Freedom interprétée par Michael McDonald

#### Meilleure musique de film
- Mission (The Mission) – Ennio Morricone
  - La Petite Boutique des horreurs (Little Shop of Horrors) – Miles Goodman
  - Mosquito Coast – Maurice Jarre
  - Autour de minuit (Round Midnight) – Herbie Hancock
  - Top Gun – Harold Faltermeyer

#### Meilleur film étranger
- L'Assaut (De Aanslag) •  Pays-Bas
  - Trois hommes et un couffin •  France
  - 37°2 le matin •  France
  - Ginger et Fred (Ginger e Fred) •  Italie /  France /  Allemagne
  - Othello (Otello) •  Italie

### Télévision
Note : le symbole « ♕ » rappelle le gagnant de l'année précédente (si nomination).

#### Meilleure série dramatique
- La Loi de Los Angeles (L.A. Law)
  - Hôpital St Elsewhere (St. Elsewhere)
  - Deux flics à Miami (Miami Vice)
  - Dynastie (Dynasty)
  - Cagney et Lacey (Cagney and Lacey)
  - Arabesque (Murder She Wrote) ♕

#### Meilleure série musicale ou comique
- Les Craquantes (The Golden Girls) ♕
  - Cosby Show (The Cosby Show)
  - Clair de lune (Moonlighting)
  - Sacrée Famille (Family Ties)
  - Cheers

#### Meilleure mini-série ou meilleur téléfilm
- Hallmark Hall of Fame, pour l'épisode Promise (#36.1)
  - Pierre le Grand (Peter The Great)
  - Christmas Dove
  - Nobody's Child
  - Anastasia (Anastasia: The Mystery Of Anna)
  - Unnatural Causes

#### Meilleur acteur dans une série dramatique
- Edward Woodward pour le rôle de Robert McCall dans Equalizer (The Equalizer)
  - William Devane pour le rôle de Gregory "Greg" Sumner dans Côte Ouest (Knots Landing)
  - Tom Selleck pour le rôle de Thomas Sullivan Magnum IV dans Magnum (Magnum, P.I.)
  - Don Johnson pour le rôle de James "Sonny" Crockett dans Deux flics à Miami (Miami Vice) ♕
  - John Forsythe pour le rôle de Blake Carrington dans Dynastie (Dynasty)

#### Meilleure actrice dans une série dramatique
- Angela Lansbury pour le rôle de Jessica Fletcher dans Arabesque (Murder She Wrote)
  - Sharon Gless pour le rôle de Christine Cagney dans Cagney et Lacey (Cagney and Lacey) ♕
  - Tyne Daly pour le rôle de Mary Beth Lacey dans Cagney et Lacey (Cagney and Lacey) ♕
  - Connie Sellecca pour le rôle de Christine Francis dans Hôtel (Hotel)
  - Joan Collins pour le rôle d'Alexis Morrell Carrington dans Dynastie (Dynasty)

#### Meilleur acteur dans une série musicale ou comique
- Bruce Willis pour le rôle de David Addison dans Clair de lune (Moonlighting)
  - Michael J. Fox pour le rôle d'Alex Keaton dans Sacrée Famille (Family Ties)
  - Tony Danza pour le rôle de Tony Micelli dans Madame est servie (Who's the Boss?)
  - Bill Cosby pour le rôle de Cliff Huxtable dans Cosby Show (The Cosby Show) ♕
  - Ted Danson pour le rôle de Sam Malone dans Cheers

#### Meilleure actrice dans une série musicale ou comique
- Cybill Shepherd pour le rôle de Maddie Hayes dans Clair de lune (Moonlighting) ♕
  - Estelle Getty pour le rôle de Sophia Petrillo dans Les Craquantes (The Golden Girls)
  - Beatrice Arthur pour le rôle de Dorothée (Dorothy) Zbornak dans Les Craquantes (The Golden Girls)
  - Rue McClanahan pour le rôle de Blanche Devereaux dans Les Craquantes (The Golden Girls)
  - Betty White pour le rôle de Rose Nylund dans Les Craquantes (The Golden Girls)

#### Meilleur acteur dans une mini-série ou un téléfilm
(ex æquo)
- James Woods pour le rôle de D.J. dans Hallmark Hall of Fame, pour l'épisode Promise (#36.1)
- James Garner pour le rôle de Bob Beuhler dans Hallmark Hall of Fame, pour l'épisode Promise (#36.1)
  - Jan Niklas pour le rôle de Pierre le Grand jeune dans Pierre le Grand (Peter the Great)
  - Mark Harmon pour le rôle de Ted Bundy dans Au-dessus de tout soupçon (The Deliberate Stranger)
  - John Ritter pour le rôle de Frank Coleman dans Unnatural Causes

#### Meilleure actrice dans une mini-série ou un téléfilm
- Loretta Young pour le rôle d'Amanda Kingsley dans La Colombe de Noël (Christmas Eve)
  - Farrah Fawcett pour le rôle de Beate Klarsfeld dans Beate Klarsfeld (Nazi Hunter: The Beate Klarsfeld Story)
  - Amy Irving pour le rôle d'Anna Anderson dans Anastasia (Anastasia: The Mystery Of Anna)
  - Vanessa Redgrave pour le rôle de Richard Radley/Renee Richards dans Le Choix (Second Verve)
  - Marlo Thomas pour le rôle de Marie Balter dans Nobody's Child

#### Meilleur acteur dans un second rôle dans une série, une mini-série ou un téléfilm
- Jan Niklas pour le rôle du prince Erich dans Anastasia (Anastasia: The Mystery Of Anna)
  - Trevor Howard pour le rôle de Maitland dans Christmas Dove
  - Ron Leibman pour le rôle de Morris Huffner dans Christmas Dove
  - John Hillerman pour le rôle de Jonathan Higgins dans Magnum (Magnum, P.I.)
  - Tom Conti pour le rôle de Serge Klarsfeld dans Beate Klarsfeld (Nazi Hunter: The Beate Klarsfeld Story)

#### Meilleure actrice dans un second rôle dans une série, une mini-série ou un téléfilm
- Olivia de Havilland pour le rôle de Marie Fedorovna dans Anastasia (Anastasia: The Mystery Of Anna)
  - Rhea Perlman pour le rôle de Carla Tortelli dans Cheers
  - Justine Bateman pour le rôle de Lisa Keaton dans Sacrée Famille (Family Ties)
  - Geraldine Page pour le rôle d'Itta Halaunbrenner dans Beate Klarsfeld (Nazi Hunter: The Beate Klarsfeld Story)
  - Lilli Palmer pour le rôle de Natalia Narychkina dans Pierre le Grand (Peter The Great)
  - Piper Laurie pour le rôle d'Annie Gilbert dans Hallmark Hall of Fame, pour l'épisode "Promise" (#36.1)

### Spéciales

#### Cecil B. DeMille Award
- Anthony Quinn

#### Miss Golden Globe
- Candace Savalas

## Récompenses et nominations multiples

### Nominations multiples

#### Cinéma
5 : Mission, Hannah et ses sœurs
 4 : Platoon, Mona Lisa
 3 : Crocodile Dundee, Les Enfants du silence, Chambre avec vue, Dangereuse sous tous rapports, That's Life!
 2 : Crimes du cœur, Mosquito Coast, Top Gun, La Petite Boutique des horreurs, Le Clochard de Beverly Hills, Stand by Me, Peggy Sue s'est mariée, Autour de minuit, La Couleur de l'argent, Blue Velvet

#### Télévision
5 : Les Craquantes
 4 : Anastasia, Hallmark Hall of Fame, pour l'épisode Promise (#36.1)
 3 : Clair de lune, Dynastie, Cagney et Lacey, Sacrée Famille, Cheers, Pierre le Grand, Christmas Dove, Beate Klarsfeld
 2 : Arabesque, Deux flics à Miami, Cosby Show, Nobody's Child, Magnum, Jan Niklas

#### Personnalités
2 : Oliver Stone, Woody Allen, Julie Andrews, Farrah Fawcett

### Récompenses multiples

#### Cinéma
3 / 4 : Platoon
2 / 5 : Mission

#### Télévision
3 / 4 : Hallmark Hall of Fame, pour l'épisode Promise (#36.1)
2 / 3 : Clair de lune
2 / 4 : Anastasia

#### Personnalités
Aucune

### Les grands perdants

#### Cinéma
1 / 5: Hannah et ses sœurs

#### Télévision
1 / 5 : Les Craquantes